# Antivries

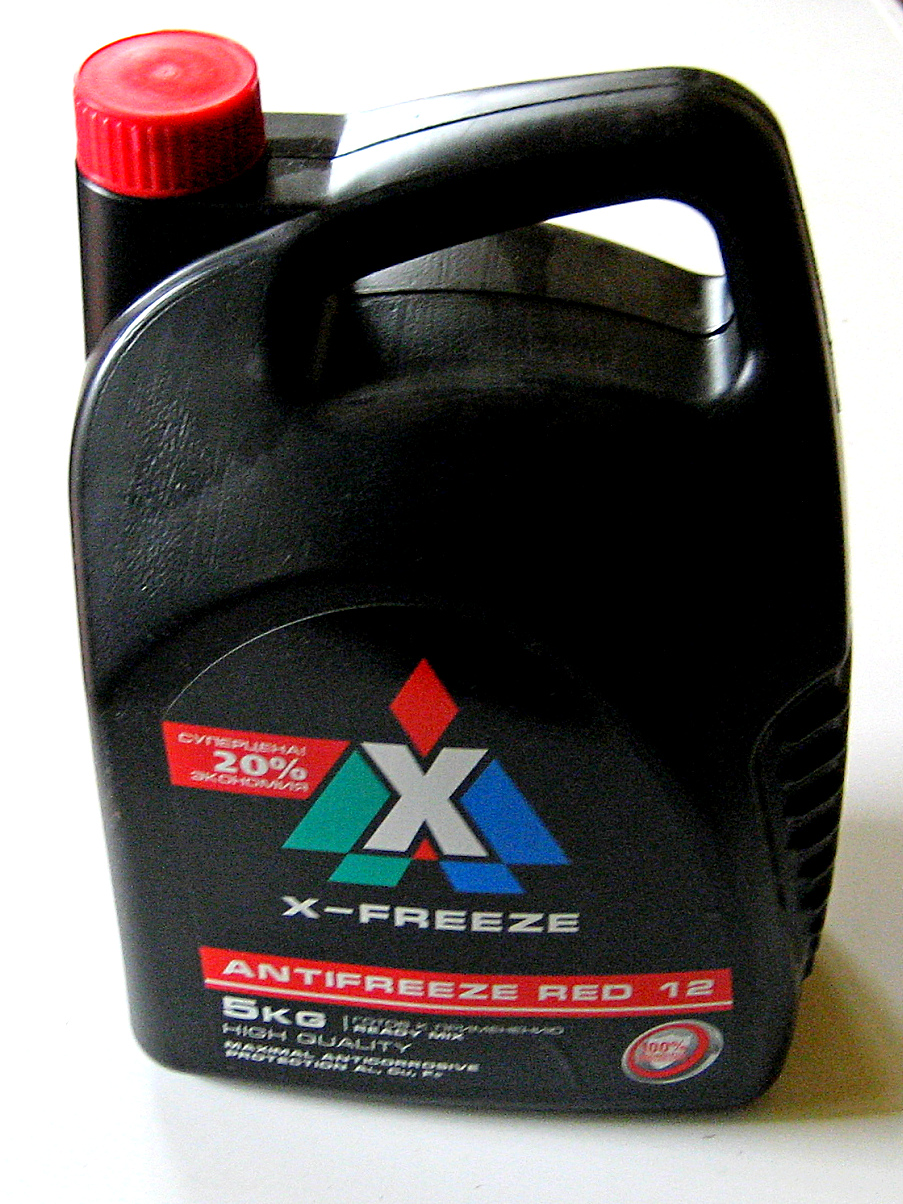
Antivries

Antivries is een middel dat aan water wordt toegevoegd om het vriespunt van het mengsel te verlagen en zo schade door bevriezing te voorkomen. Antivries wordt onder meer toegepast in technische installaties die water gebruiken voor warmteoverdracht (koeling en verwarming) maar ook in de biologie komt het voor, in organismen die bij lage temperaturen bepaalde stoffen aanmaken om vorstschade te voorkomen of beperken. Voorbeelden zijn Antarctische vissen, insecten zoals de Gallmug, planten zoals Arctic-algen en sommige korstmossen en enkele bacteriën in permafrost.

## Antivries in de techniek
Antivries verlaagt het vriespunt van koelwater in verbrandingsmotoren en andere apparaten die warmte overdragen zoals installaties voor verwarming, ventilatie, koeling en airconditioning (HVAC), warmtepompen (chillers) en zonneboilers. Door verlaging van het vriespunt (eigenlijk smeltpunt) voorkomt men schade aan leidingen en andere vaten die zou optreden door uitzetting als het als het water bevriest.
Antivries heeft een colligatieve werking en zorgt daarom tevens voor kookpuntsverhoging, zodat het mengsel bij hogere temperaturen vloeibaar blijft. Door zorgvuldige keuze van het antivries kan het mengsel in een breed temperatuurgebied vloeibaar blijven. Dit is essentieel voor een effectieve warmteoverdracht in warmtewisselaars.

### Voornaamste antivriesmiddelen
- 1,2-ethaandiol (ethyleenglycol)
- glycerol (1,2,3-propaantriol)
- methanol
- propaan-1,2-diol (propyleenglycol)

## Antivries in de biologie
Verschillende planten en dieren beschermen zich tegen vriestemperaturen door de vorming van antivries-proteïnen, die adsorberen op ijskristallen of oppervlakken waarop ijskristallen kunnen groeien, en die de verdere groei daarvan verhinderen; ze voorkomen ook de herkristallatie van ijs in grotere kristallen, wat dodelijk zou kunnen zijn.

### Planten
- cryoprotectant
- winterharde planten

### Dieren
Koudbloedige dieren, bijvoorbeeld:
- wijngaardslak
- dagpauwoog
- berkenschildwants
- kikkers
- diverse vissen, bijvoorbeeld de grote waaiervis en de antarctische ijsvis
- diverse schildpadden, zoals sommige landschildpadden, de lederschildpad en de vierteenlandschildpad